# Helke Misselwitz

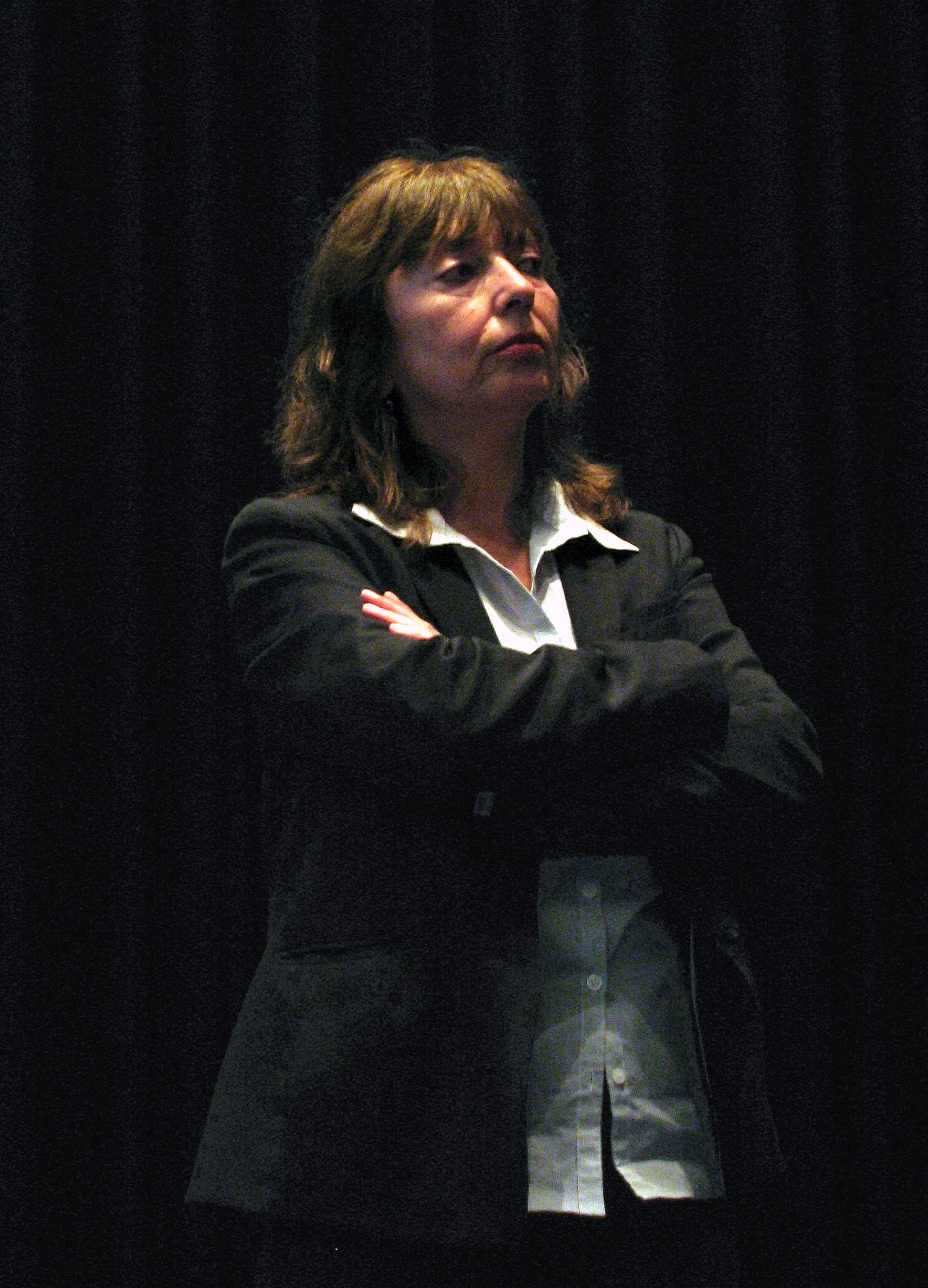
Helke Misselwitz (2009)

Helke Misselwitz (* 18. Juli 1947 in Planitz bei Zwickau als Helke Hoffmann) ist eine deutsche Filmregisseurin. Sie war  Professorin an der Hochschule für Film und Fernsehen Konrad Wolf in Potsdam-Babelsberg und ist eine der wichtigsten ostdeutschen Dokumentarfilmer. Am bekanntesten wurde ihr Dokumentarfilm Winter adé (1988) über Frauen in der DDR und der Spielfilm Engelchen (1997).

## Leben und Werk
Helke Hoffmann war die Tochter eines Ingenieurs für Ökonomie und einer Handelskauffrau. Sie besuchte die Grundschule und die EOS in Zwickau und beendete 1965 die Berufsausbildung mit Abitur zur Möbeltischlerin. Seit 1966 absolvierte sie  eine Ausbildung zur Physiotherapeutin an der Fachschule der Medizinischen Akademie in Erfurt.
Seit 1969 war Helke Hoffmann zunächst als Rezitatorin und Moderatorin beim Deutschen Fernsehfunk (später Fernsehen der DDR) tätig, seit 1972  als freischaffende  Regieassistentin. 1973 erhielt sie eine Festanstellung und moderierte seit 1976 eine neue Jugendbildungssendung Dreieck.  1978 wurde sie zum  Regiestudium an der  Hochschule für Film und Fernsehen  in Potsdam-Babelsberg delegiert. Zu ihren Jahrgangsmitstudenten gehörten Thomas Heise und Petra Tschörtner, die später auch  bekanntere Dokumentarfilmer wurden. Während dieser Zeit heiratete sie. 1982 erhielt sie ihr Diplom.
Danach war Helke Misselwitz   seit 1983 als freie Regisseurin in Berlin tätig. Ihren Lebensunterhalt verdiente sie sich dabei auch als Abräumerin in einer Bahnhofsgaststätte und als Aufsichtskraft in der Galerie Sophienstraße 8. In dieser Zeit gehörte sie zum Freundeskreis der bekannten Dokumentarfilmer Jürgen Böttcher und Volker Koepp.  Von 1985 bis 1988 war Helke Misselwitz Meisterschülerin bei dem anerkannten Heiner Carow (Legende von Paul und Paula)  an der Akademie der Künste. In dieser Zeit drehte sie ihren wichtigsten Dokumentarfilm Winter adé über Frauen in der DDR.
Seit 1989 war sie festangestellt beim DEFA-Studio für Dokumentarfilme.
1990 gründete sie mit Thomas Wilkening  eine der ersten privaten ostdeutschen Filmgesellschaften.
Seit 1991 war sie auch Mitglied der Akademie der Künste Berlin (West), seit 1995 in der vereinigten Akademie der Künste Berlin.  Von 1997 bis 2014 war Helke Misselwitz Professorin für Regie an der Hochschule für Film und Fernsehen Konrad Wolf in Potsdam Babelsberg.
Anlässlich des 75. Geburtstags der Regisseurin erschien 2022 ein Großteil ihrer DEFA-Dokumentarfilme in der Edition Winter adé und andere Klassiker von Helke Misselwitz bei Absolut Medien auf DVD.

## Filmografie

### Regie
| Jahr       | Titel                                       | Filmart                   | Länge in Min. | Bemerkungen                                                                                                |
| ---------- | ------------------------------------------- | ------------------------- | ------------- | --- |
| 1976– 1978 | Dreieck                                     | Jugendsendung             |               | Bildungsmagazin für Jugendliche beim DDR-Fernsehen, seit 1978 als Jugendklub TV 2, 7 Folgen                |
| 1979       | Winterbilder                                | Dokumentarfilm            | 10            | Hochschule für Film und Fernsehen                                                                          |
| 1979       | Verstecken                                  | Spielfilmübung            | 10            | HFF |
| 1980       | Ein Leben                                   | Filmübung, Dokumentarfilm | 31            | HFF, Auszeichnungen auf zwei Festivals, wird auch in der Gegenwart noch gezeigt                            |
| 1982       | Haus. Frauen. – Eine Collage                | Spielfilmcollage          | 15            | HFF, Auszeichnung                                                                                          |
| 1982       | Die fidele Bäckerin                         | Spielfilm                 | 55            | Diplomfilm HFF, über eine angepasste Frau in der NS-Zeit                                                   |
| 1983       | Haus                                        |                           | 4             | Beitrag zur DEFA-Kinobox                                                                                   |
| 1983/ 1984 | Stilleben – Eine Reise zu den Dingen        |                           | 31            | |
| 1983/ 1984 | Aktfotografie – z.B. Gundula Schulze        | Dokumentarfilm            | 12            | über Fotografin Gundula Schulze                                                                            |
| 1983/1988  | Marx-Familie                                | Dokumentarfilm            | 6             | auch Drehbuch                                                                                              |
| 1984       | Tango                                       |                           | 4             | Beitrag zur DEFA Kinobox                                                                                   |
| 1985       | Tango-Traum                                 |                           | 20            | |
| 1985       | 35 Fotos. Familienalbum einer jungen Frau   |                           | 4             | Beitrag zur DEFA-Kinobox Nr. 39/1985                                                                       |
| 1986/ 1988 | Winter adé                                  | Dokumentarfilm            | 115           | Porträts, Interviews und Reflexionen über Frauen in der DDR, ausgezeichnet, ihr wichtigster Dokumentarfilm |
| 1988       | ?                                           | Dokumentarfilm            | 7             | für DEFA-Kinobox, Nr. 61                                                                                   |
| 1989       | Wer fürchtet sich vorm schwarzen Mann       | Dokumentarfilm            | 52            | über Kohlenträger in Berlin-Prenzlauer Berg, Preis                                                         |
| 1990       | Die vier Tugenden                           |                           |               | Fernsehfilm                                                                                                |
| 1990       | Was hast'n gemacht, gestern?                |                           | 10            | für Kultursendung Aspekte                                                                                  |
| 1990       | Räume                                       |                           | 12            | für Sendung Nova, mit Petra Tschörtner                                                                     |
| 1990/ 1991 | Sperrmüll                                   | Dokumentarfilm            | 80            | über eine Band in den Jahren 1989/1990                                                                     |
| 1991       | Sassnitz                                    |                           | 8             | für ARD-Sendung Der erste Sommer                                                                           |
| 1992       | Herzsprung                                  | Spielfilm                 | 88            | auch Drehbuch, Lobende Erwähnung, 2024 auf Berlinale gezeigt                                               |
| 1993       | Schönes Fräulein, darf ich’s wagen          | Dokumentarfilm            |               | auch Drehbuch                                                                                              |
| 1994/ 1995 | Leben – Ein Traum                           | Dokumentarvideo           |               | |
| 1995       | Träume                                      |                           |               | auch Drehbuch                                                                                              |
| 1996       | Meine Liebe, Deine Liebe                    | Dokumentarfilm            | 87            | auch Drehbuch                                                                                              |
| 1996       | Engelchen                                   | Spielfilm                 | 90            | auch Drehbuch, mehrere Preise, ihr erfolgreichster Spielfilm                                               |
| 1997       | Das 7. Jahr – Ansichten zur Lage der Nation |                           |               | Fernsehfilm, mit zwei weiteren Regisseuren                                                                 |
| 1997       | Oskar, Karli und der Herr mit Zigarre       | Dokumentarfilm            | 31            | für ORB |
| 2001       | Fremde Oder                                 | Dokumentarfilm            | 93            | auch Produktion, Drehbuch, mit Kamermann Thomas Plenert                                                    |
| 2004       | Quartier der Illusionen                     | Dokumentarfilm            | 61            | für RBB |
| 2019       | Helga Paris, Fotografin                     | Dokumentarfilm            |               | über bekannte ostdeutsche Fotografin                                                                       |
| 2021       | Die Frau des Dichters                       | Dokumentarfilm            | 94            | auch Produktion und Drehbuch, über türkische Künstlerin                                                    |

### Weitere Tätigkeiten
Helke Misselwitz wirkte in einigen weiteren Filmen mit, darunter einigen ihrer Studierenden
Darstellerin
- 1990 Biologie!
- 2003/2005 KussKuss
- 2018/2023 Die Tagebücher von Adam und Eva

Sprecherin
- 1992 Am Öwknick
- 1994 Segeln nach Uist

Dramaturgiementorin
- 2005 Der Bootgott vom Seesportclub – Die 100 ME
- 2005/2006 Pingpong

## Weitere Werke
Publikation
- Das Frauenbild im faschistischen deutschen Film. Hochschule für Film und Fernsehen Potsdam-Babelsberg, 1982, Diplomarbeit

Hörspielsprecherin
- 1984: Thomas Heise: Schweigendes Dorf, Rundfunk der DDR, als Bürgermeisterin

## Ehrungen

Stern auf dem Boulevard der Stars auf dem Potsdamer Platz in Berlin

Helke Misselwitz erhielt zahlreiche Auszeichnungen und Ehrungen.

### Auszeichnungen von Filmen
- 1980 Leipziger Dokumentar- und Kurzfilmwoche, Lobende Erwähnung der Jury und der FIPRESCI-Jury
- 1981 Westdeutsche Kurzfilmtage, Oberhausen, Lobende Erwähnung und Ehrendiplom der Internationalen Jury des Deutschen Volkshochschul-Verbandes, für Ein Leben
- 1981 Leipziger Dokumentar- und Kurzfilmwoche, zwei Diplome, für Ein Leben
- 1983 Westdeutsche Kurzfilmtage Oberhausen, Ehrendiplom für Haus Frauen
- 1984 Westdeutsche Kurzfilmtage Oberhausen, Preis der Mitarbeiter
- 1988: Internationalens Dokumentarfilmfestival in Leipzig, Silberne Taube und FIPRESCI-Preis für Winter adé
- 1988 Findlingspreis der Filmklubs der DDR, für Winter adé

- 1990 Cinéma du Réel, Europäischer Filmpreis von Fernsehsender La Sept, für Wer fürchtet sich vorm schwarzen Mann?
- 1993 Internationales Filmfestival San Sebastian, Lobende Erwähnung
- 1994 Bundesfilmpreis,  Nominierung
- 1996 Internationales Filmfestival San Sebastian, Spezialpreis der Jury
- 1997: Deutscher Kritikerpreis, für den Spielfilm Engelchen
- 1997 Bundesfilmpreis, Nominierung, für Engelchen
- 1997 Max Ophüls Festival Saarbrücken, Interfilmpreis, für Engelchen
- 1997 Filmkunstfest Schwerin "Goldener Ochse". Hauptpreis, für Engelchen
- 1997 Seattle International Film Festival, New Directors Show Case Award, für Engelchen

- 1997 Lebuser Sommerfilm, Łagów, Bronzene Traube, für Engelchen[5]

### Persönliche Ehrungen
- 1989  Konrad-Wolf-Preis der Akademie der Künste der DDR[6]
- 1990 Mitglied der Jury der Internationalen Filmfestspiele Berlin
- 2009 Verdienstorden des Landes Berlin[7]
- 2014: Stern auf dem Boulevard der Stars in Berlin, Potsdamer Platz
- 2016: Ehrenpreis des Verbandes des Deutschen Filmkritik[8]

### Werkschauen (Auswahl)
- 2012 Film Festival Cottbus, Retrospektive "Helke Misselwitz – Werk und Wirkung", mit 15 Filmen[9]

- 2017 Filmmuseum Potsdam, umfangreiche Werkschau
- 2021 Mar del Plata Film Festival, Argentinien,  Retrospektive[10]
- 2021 Film Anthology Archives, New York, erste Retrospektive in den USA[11]
- 2023 Play Doc Festival, Tui, erste Retrospektive in Spanien[12][13]

## Würdigungen
Helke Misselwitz gilt als die bedeutendste ostdeutsche Dokumentarfilmerin der Wende- und Nachwendezeit neben Volker Koepp, sie wurde auch öfter als eine der wichtigsten Filmemacher der letzten DEFA-Generation  bezeichnet.
Zu ihrem 65. Geburtstag würdigten sie die Potsdamer Neuesten Nachrichten

„Offen geht sie auf Menschen und Themen zu, tolerant und mit ehrlichem Interesse. Sie sucht keine Problemfelder, sondern entdeckt das Außergewöhnliche im Alltäglichen und findet so ihre Geschichten. Dabei gilt ihr besonderes Augenmerk dem „Nicht-Beachteten“: Menschen am Rande der Gesellschaft, verborgene Sehnsüchte und Befindlichkeiten, Authentizität und Wahrhaftigkeit jenseits des Offensichtlichen, der einfachen Zusammenhänge und fern offiziöser Lesart oder Schubladendenken. Viele eindrucksvolle Filme sind auf diese Weise entstanden, bewegende fiktionale und dokumentarische Porträts von Menschen, aber auch von Orten, die das Spektrum des Lebens sensibel und doch unsentimental, differenziert und ungefiltert offenbaren.“

Und das Filmmuseum Potsdam lobte sie  anlässlich einer Werkschau zum 70. Geburtstag

„Neugierig wendet sich die Regisseurin (...)  den Menschen zu, nimmt gerne Frauen in den Fokus und entlockt all ihren Protagonist/-innen aufschlussreiche Lebensdetails. Oft kreisen die Gespräche um Geschichte und Heimat.“